# Síndrome del lavadero
El síndrome del lavadero, arrastramiento del alcance o corrupción del alcance en la gestión de proyectos se refiere a aquellos cambios no controlados en el alcance de un proyecto. Este fenómeno puede ocurrir cuando el alcance de un proyecto no se define, documenta o controla correctamente.
Típicamente, el aumento del alcance consiste en productos nuevos o nuevas características de productos ya aprobados que hacen que el equipo de proyecto se desvíe de su propósito original. Debido a su tendencia a centrarse en solamente una dimensión de un proyecto, el arrastramiento del alcance puede también dar lugar a que el equipo de proyecto exceda su presupuesto y cronograma originales. Mientras el alcance de un proyecto crece, más tareas se deben terminar con el mismo coste y cronograma que la cantidad original de tareas del proyecto.
El arrastramiento del alcance puede ser un resultado de:
- Un pobre control de cambios.
- Clientes maliciosos que fomentan la ambigüedad a fin de evitar compromisos.
- Carencia de la identificación inicial apropiada de qué se requiere para lograr los objetivos del proyecto
- Un gerente de proyecto o patrocinador débil.

El arrastramiento del alcance es un riesgo en la mayoría de los proyectos. Muchos megaproyectos caen a causa del síndrome del lavadero. El arrastramiento del alcance a menudo da lugar a excesos en el coste.